# Kaspicean
Kaspicean (în bulgară Каспичан) este un oraș în comuna Kaspicean, regiunea Șumen,  Bulgaria.

## Demografie
Componența etnică a orașului Kaspicean
     Turci (12,29%)
     Bulgari (9,62%)
     Romi (16,07%)
     Nicio identificare (62%)
La recensământul din 2011, populația orașului Kaspicean era de 3.116 locuitori. Nu există o etnie majoritară, locuitorii fiind romi (16,07%), turci (12,29%) și bulgari (9,62%). Pentru 62,0% din locuitori nu este cunoscută apartenența etnică.